# Mary Harron
Pour les articles homonymes, voir Harron.
Mary Harron est une productrice, réalisatrice et scénariste canadienne, née le 12 janvier 1953 à Bracebridge (Ontario).

## Biographie
Fille de l'acteur Donald Harron et sœur de la productrice Kelley Harron, elle déménagea en Angleterre à l'âge de 13 ans et fit ses études à Oxford. Elle se maria en août 1998 avec le réalisateur et scénariste John C. Walsh, avec lequel elle eut deux enfants.
Son premier film marquant fut I Shot Andy Warhol en 1996, film basé sur la vie de Valerie Solanas et sa relation avec Andy Warhol.

## Filmographie

### Comme réalisatrice

#### Cinéma
- 1996 : I Shot Andy Warhol
- 2000 : American Psycho
- 2005 : The Notorious Bettie Page
- 2010 : Sonnet for a Towncar
- 2011 : The Moth Diaries
- 2018 : Charlie Says
- 2022 : Dalíland

#### Télévision
- 1994 : Winds of Change
- 2013 : Anna Nicole : Star déchue (Anna Nicole)
- 2017 : Captive (Alias Grace)

### Comme scénariste
- 1996 : I Shot Andy Warhol
- 2000 : American Psycho
- 2005 : The Notorious Bettie Page

### Comme productrice
- 1991 : Edge (série TV)
- 2002 : The Weather Underground